# 松本卓也 (シンガーソングライター)
松本 卓也（まつもと たくや、1987年9月23日 - ）は、日本の実業家、音楽プロデューサー、シンガーソングライター。千葉県木更津市出身。株式会社レインカラーズ (RainColors Inc.) 代表取締役社長。

## 経歴
1987年9月23日、千葉県で出生し、父親の勧めにより4歳からピアノを習い始める。14歳の時に出場した音楽コンテストで審査員奨励賞を受賞、16歳の時に音楽の道を歩むことを決意し、通っていた千葉県立袖ヶ浦高等学校を1学年終了時に自主退学し活動を本格化させる。
2006年に自身のマネジメント会社、レインカラーズを創業。2008年には郷ひろみ氏へ楽曲「このメロディだけは」を提供、また京葉銀行TVコマーシャルタイアップ曲に「きずな」を書き下ろす。また、東京湾アクアライン通行料800円化イメージソング「風と海、あなたの住む街」を書き下ろし、千葉県知事・森田健作氏とイベントを行う。千葉市を走る懸垂型モノレール、千葉都市モノレールの新型車両「アーバンフライヤー」の公認テーマソングなども歌う。
2020年12月25日に個人事業としてのレインカラーズを法人化し株式会社レインカラーズを設立、同社の代表取締役に就任。

## タイアップ

### TVCM
- 京葉銀行TVCM「きずな」

### 映画
- 電車を止めるな！〜のろいの6.4km〜（2020年）「さようなら ありがとう」主題歌

## 楽曲提供
- 郷ひろみ「このメロディだけは」作詞・作曲